# Kurt Becher
Pour les articles homonymes, voir Becher.
Kurt Becher (né le 12 septembre 1909 - mort le 8 août 1995) est un officier SS accusé d'avoir participé au programme d'extermination des juifs.

## Biographie
Kurt Becher sert d'émissaire dans des négociations entre le Reich et les Alliés.
Il est arrêté en mai 1945 par les Alliés et emprisonné à Nuremberg mais n'est pas poursuivi comme criminel de guerre, à la suite du témoignage de Rudolf Kastner et Moshe Schweiger qui l'innocente. Il est seulement appelé comme témoin lors des procès de Nuremberg. Becher affirme s'être engagé dans la SS, plus précisément la cavalerie (SS Reiter), parce qu'il pratiquait assidûment l'équitation depuis 1932.
Il commence une brillante carrière d'homme d'affaires à Brême, notamment dans la Cologne-Handel Gesellschaft, proche du gouvernement israélien. Par la suite, il est encore témoin de l'accusation dans le procès d'Adolf Eichmann.